# Snollebollekes
Snollebollekes ist eine niederländische Partymusik-Gruppe, die vor allem im niederländischen Karneval auftritt. 2024 wurde sie im Rahmen der Fußball-Europameisterschaft 2024 auch in Deutschland mit dem Titel Links rechts populär.

## Bandgeschichte
Snollebollekes besteht aus Sänger Rob Kemps und den beiden DJs Jurjen Gofers und Maurice Huisman. Rob Kemps nahm 2007 an der Castingshow Lama gezocht teil, bei der ein neues Mitglied für die Improvisatioonsserie De Lama’s gesucht wurde. Zwar gelang es Kemps nicht, die Show zu gewinnen, doch machte seine Teilnahme den Komiker populär. 2013 wurde der Radiomoderator und DJ Jurjen Gofers auf ihn aufmerksam und gemeinsam schrieben sie das Stück Vrouwkes, ein Überraschungshit in den Niederlanden. Der Song erreichte Platz 11 in den Niederlanden und wurde bei den Buma NL Awards zur besten Single des Jahres gewählt.
Es folgten zahlreiche weitere Hits, unter anderem die Weihnachtssingle Beuk De Ballen Uit De Boom („Schlagen sie die Kugeln aus dem Baum“). Die Band machte sich vor allem durch Auftritte auf dem niederländischen Karneval einen Namen.
2015 erschien erstmals die Single Links rechts. Ein sehr einfacher Song, der nur aus den Worten Links, Rechts und einem Döp besteht und zum Mittanzen einlädt. Dabei soll das Publikum einfach von links nach rechts und zurück springen. Populär wurde sie 2017 anlässlich der Fußball-Europameisterschaft der Frauen, die in den Niederlanden stattfand. Das Lied wurde zur inoffiziellen EM-Hymne. Die Gruppe trat im Anschluss zwölf Mal im GelreDome auf. Es wird außerdem bei Formel-1-Rennen für Max Verstappen und bei der Tour de France verwendet. 2019 folgte ein Auftritt auf dem Königstag in Breda. Das Publikum soll dort so enthusiastisch von links nach rechts und zurück gesprungen sein, dass ein Mini-Erdbeben ausgelöst worden sein soll.
2024 im Rahmen der Fußballeuropameisterschaft wurde ein Auftritt in Hamburg viral. Im Anschluss wurde der Song neu aufgelegt mit Parts von Ikke Hüftgold und DJ Robin.

## Diskografie

### Alben
| Jahr | Titel    | Höchstplatzierung, Gesamtwochen, AuszeichnungChartplatzierungen (Jahr, Titel, Platzierungen, Wochen, Auszeichnungen, Anmerkungen) | Höchstplatzierung, Gesamtwochen, AuszeichnungChartplatzierungen (Jahr, Titel, Platzierungen, Wochen, Auszeichnungen, Anmerkungen) | Anmerkungen                           |
| Jahr | Titel    | NL | BEW | Anmerkungen                           |
| ---- | -------- | --- | --- | ------------------------------------- |
| 2017 | …en door | NL9 (132 Wo.)NL | BEW39 (40 Wo.)BEW | Erstveröffentlichung: 3. Februar 2017 |

Weitere Alben
- 2018: Kermis Jingles

### Kompilationen
- 2021: The Ultimate Collection

### Singles
| Jahr | Titel Album                  | Höchstplatzierung, Gesamtwochen, AuszeichnungChartplatzierungen (Jahr, Titel, Album, Platzierungen, Wochen, Auszeichnungen, Anmerkungen) | Höchstplatzierung, Gesamtwochen, AuszeichnungChartplatzierungen (Jahr, Titel, Album, Platzierungen, Wochen, Auszeichnungen, Anmerkungen) | Höchstplatzierung, Gesamtwochen, AuszeichnungChartplatzierungen (Jahr, Titel, Album, Platzierungen, Wochen, Auszeichnungen, Anmerkungen) | Anmerkungen                                                        |
| Jahr | Titel Album                  | DE | NL | BEW | Anmerkungen                                                        |
| ---- | ---------------------------- | --- | --- | --- | ------------------------------------------------------------------ |
| 2014 | Snollebolleke …en door       | — | — | BEW2 (13 Wo.)BEW | Erstveröffentlichung: 3. Februar 2014                              |
| 2020 | Beuk de Ballen uit de Boom – | — | NL33 (2 Wo.)NL | — | Erstveröffentlichung: 27. November 2020                            |
| 2024 | Engelengezang –              | — | NL21 Gold · (7 Wo.)NL | — | Erstveröffentlichung: 31. Mai 2024 mit Donnie                      |
| 2024 | Links rechts –               | DE39 (4 Wo.)DE | — | — | Erstveröffentlichung: 25. Juni 2024 feat. DJ Robin & Ikke Hüftgold |

Weitere Singles
- 2013: Vrouwkes
- 2014: Bam Bam (Bam)
- 2014: Snollebolleke
- 2015: Lekker Likkie
- 2015: Alaafrojack
- 2015: Links rechts
- 2017: Hoempapa
- 2017: Op en Nee (Heen en Weer)
- 2018: Feest waarvan Ik Morgen Niks Meer Weet (mit Coen & Sander)
- 2018: Bobbelen
- 2019: Klappen Nondeju
- 2019: Total Loss (mit Gerard Joling)
- 2020: Leuke Sfeer Wel (mit Kalvijn)
- 2020: Feest oe Fit
- 2020: Feest oe Fit 2
- 2021: Mega Beukmix
- 2021: Non Stop vol d’r Op
- 2022: Sorry voor de Overlast
- 2023: Hullemaal Kapot
- 2023: Het allerlaatste Rondje
- 2023: Trek’s aan die Trekzak

### Videoalben
- 2019:  Live in Concert (Live Opgenomen In Het Gelredome)